# Dinatriumguanylat
Dinatriumguanylat ist eine chemische Verbindung aus der Gruppe der Purin-Nukleotide.

## Eigenschaften
Dinatriumguanylat ist das Natriumsalz des Guanosinmonophosphats. Das Anion bindet, wie auch das Anion des Dinatriuminosinats an den heterodimeren Rezeptor aus T1R1 und T1R3 auf der menschlichen Zunge und verstärkt die Wirkung von Glutamat beim Umami-Geschmack.

## Verwendung
Dinatriumguanylat wird als Geschmacksverstärker mit der E-Nummer E 627 verwendet. Es wird aufgrund seiner Umami-verstärkenden Wirkung meist in Verbindung mit Glutamaten verwendet, oft auch in Verbindung mit Dinatriuminosinat. Eine 1:1-Mischung von Dinatriumguanylat und Dinatriuminosinat wird als Dinatrium-5′-ribonucleotid (E 635) bezeichnet. Dinatriumguanylat kommt in allen Lebewesen vor. In getrockneten Pilzen und getrockneten Tomaten kommt es gehäuft vor. Für die Nutzung in Lebensmitteln wird Dinatriumguanylat aus Seetang, Hefeextrakt oder Meerestieren gewonnen. Da Purinnukleotide im Stoffwechsel zu Harnsäure abgebaut werden, sind sie bei Gicht zu vermeiden.